# Tepel

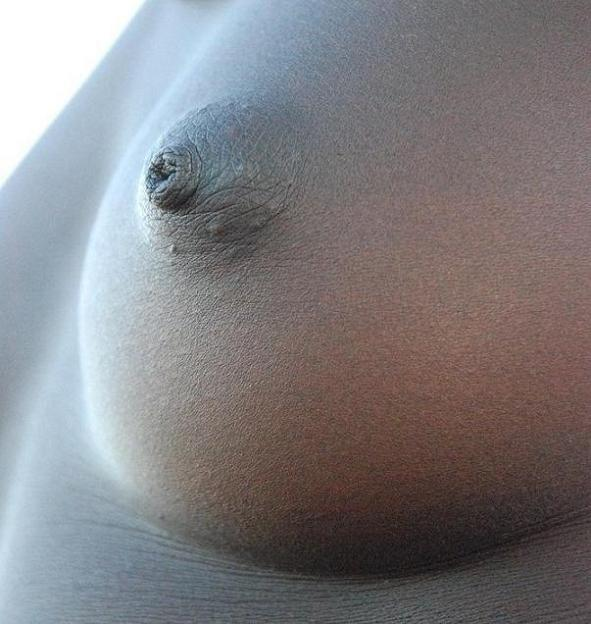
De borst en tepel van een vrouw

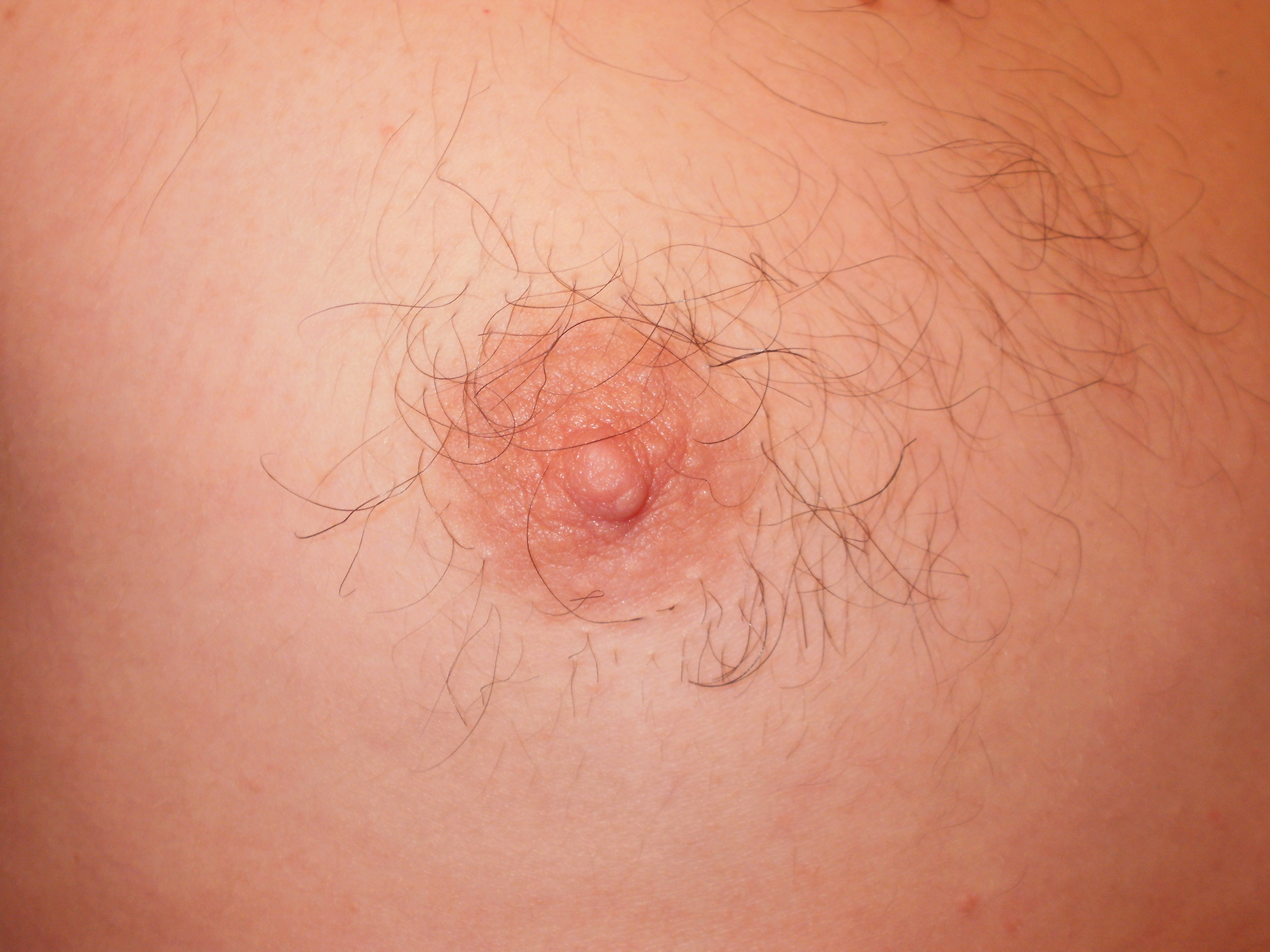
Tepel van een man

Een tepel is een centraal punt gelegen op de borst van een vrouw of man. Bij dieren wordt een tepel doorgaans speen genoemd. Uit de tepels komt tijdens het borstvoeding geven de moedermelk voor de zuigeling. De  tepelhof is de zone rond de tepel en is bij blanke en lichtgekleurde mensen donkerder van kleur dan de huid eromheen doordat er meer pigment in de huid zit. Een tepel is over het algemeen gevoelig bij aanraking.
Mensen hebben twee tepels. Bij mannen is de tepel een rudimentair lichaamsdeel. Dit houdt in dat het geen functie heeft. Ze hebben toch tepels omdat de ontwikkeling van het embryo in eerste instantie vrouwelijk is (en er dus in beginsel vrouwelijke kenmerken groeien). Pas nadat de mannelijke hormoonklieren volgroeid zijn en mannelijk hormoon produceren, verschuift de ontwikkeling naar het mannelijke. Hierdoor zijn vrouwentepels groter en verder ontwikkeld dan mannentepels.
Baby's krijgen in de laatste dagen van de zwangerschap hormonen via het bloed van de moeder en de placenta, waardoor hun tepels kunnen gaan opzwellen en hun melkklieren actief worden, waarbij soms een forse zwelling ontstaat onder de tepel. Jonge baby's produceren hierdoor de eerste dagen soms een klein beetje melk uit hun tepels; dit heet heksenmelk.
Tepels zijn bij veel mensen een erogene zone en kunnen bij stimulatie zorgen voor seksuele opwinding met eventueel een orgasme tot gevolg.

## Aandoeningen
Bij vrouwen komen ingetrokken tepels (tepelretractie) veel voor. Als zij al vanaf de jeugd ingetrokken zijn geweest, is dit een onschuldige afwijking, die soms door plastische chirurgie hersteld kan worden. Als bij een dergelijke ingreep zenuwen en/of melkkanaaltjes beschadigd raken, kan dit gevolgen hebben voor het geven van borstvoeding. Een tepel die in korte tijd ingetrokken raakt, kan een teken zijn van borstkanker.  Ingetrokken tepels kunnen het geven van borstvoeding bemoeilijken. Het is dan extra belangrijk om de baby steeds zorgvuldig aan te leggen, indien nodig met hulp van een lactatiekundige IBCLC (International Board Certified Lactation Consultant).
Tepelkloven is een aandoening van de tepel waarbij de tepelhuid langwerpige wonden gaat vertonen. Dit is vaak te wijten aan een onjuiste aanlegtechniek. De baby moet niet alleen de tepel, maar ook een groot gedeelte van de tepelhof in zijn mond nemen. De tepel komt dan helemaal achter in zijn mond te liggen, tegen het zachte gehemelte aan. Daar kan de tepel niet pijnlijk worden of beschadigd raken.
Extra tepels (polythelie) komen voor bij minstens 1 procent van de bevolking in de vorm van één of twee, soms verheven, roze of bruine plekjes of echte tepeltjes op de melklijst, de lijn van de oksel tot de lies. Ze bevinden zich meestal onder de normale tepels en worden vaak, aangezien de tepelhof meestal ontbreekt, als een moedervlek aangezien.